# Tischtennis-Bundesliga
Im deutschen Tischtennis ist die Tischtennis-Bundesliga (TTBL) bei den Herren und die 1. Bundesliga (1. BL) bei den Damen die höchste Spielklasse. Die 2. Bundesliga (2. BL) ist die zweithöchste Spielklasse bei den Herren und bei den Damen.
In der TTBL wird der Meister im K.-o.-System unter den vier besten Mannschaften der regulären Saison ermittelt. Sowohl in der TTBL als auch in der 1. Bundesliga spielen zehn Mannschaften (Saison 2014/15). Darunter gibt es für Herren und Damen eine 2. Bundesliga mit ebenfalls jeweils zehn Mannschaften. Bis zum Ende der Saison 2013/14 war die 2. Bundesliga in zwei Staffeln aufgeteilt.
Unterhalb der 2. Bundesliga gibt es für Herren und Damen die zweigleisige 3. Bundesliga mit jeweils einer Staffel für Nord- und einer Staffel für Süddeutschland.
| Deutscher Meister                                                           | Deutscher Meister         | Deutscher Meister         |
| Jahr                                                                        | Herren                    | Damen                     |
| --------------------------------------------------------------------------- | ------------------------- | ------------------------- |
| 2025                                                                        | TTF Liebherr Ochsenhausen | TTC 1946 Weinheim         |
| 2024                                                                        | Borussia Düsseldorf       | ttc berlin eastside       |
| 2023                                                                        | Borussia Düsseldorf       | ttc berlin eastside       |
| 2022                                                                        | Borussia Düsseldorf       | ttc berlin eastside       |
| 2021                                                                        | Borussia Düsseldorf       | ttc berlin eastside       |
| 2020                                                                        | 1. FC Saarbrücken         | ttc berlin eastside       |
| 2019                                                                        | TTF Liebherr Ochsenhausen | ttc berlin eastside       |
| 2018                                                                        | Borussia Düsseldorf       | SV DJK Kolbermoor         |
| 2017                                                                        | Borussia Düsseldorf       | ttc berlin eastside       |
| 2016                                                                        | Borussia Düsseldorf       | ttc berlin eastside       |
| 2015                                                                        | Borussia Düsseldorf       | ttc berlin eastside       |
| 2014                                                                        | Borussia Düsseldorf       | ttc berlin eastside       |
| 2013                                                                        | SV Werder Bremen          | FSV Kroppach              |
| 2012                                                                        | Borussia Düsseldorf       | FSV Kroppach              |
| 2011                                                                        | Borussia Düsseldorf       | FSV Kroppach              |
| 2010                                                                        | Borussia Düsseldorf       | FSV Kroppach              |
| 2009                                                                        | Borussia Düsseldorf       | FSV Kroppach              |
| 2008                                                                        | Borussia Düsseldorf       | FSV Kroppach              |
| 2007                                                                        | TTC Frickenhausen         | TTC Langweid              |
| 2006                                                                        | TTC Frickenhausen         | Müllermilch Langweid      |
| 2005                                                                        | Müller Würzburger Hofbräu | TV Busenbach              |
| 2004                                                                        | TTF Liebherr Ochsenhausen | Müllermilch Langweid      |
| 2003                                                                        | Borussia Düsseldorf       | FC Langweid               |
| 2002                                                                        | TTC Zugbrücke Grenzau     | FSV Kroppach              |
| 2001                                                                        | TTC Zugbrücke Grenzau     | FC Langweid               |
| 2000                                                                        | TTF Liebherr Ochsenhausen | FC Langweid               |
| 1999                                                                        | TTC Zugbrücke Grenzau     | FC Langweid               |
| 1998                                                                        | Borussia Düsseldorf       | Team Galaxis Lübeck       |
| 1997                                                                        | TTF Liebherr Ochsenhausen | Team Galaxis Lübeck       |
| 1996                                                                        | Borussia Düsseldorf       | FC Langweid               |
| 1995                                                                        | Borussia Düsseldorf       | TSG Dülmen                |
| 1994                                                                        | TTC Zugbrücke Grenzau     | Spvg Steinhagen           |
| 1993                                                                        | Borussia Düsseldorf       | Spvg Steinhagen           |
| 1992                                                                        | Borussia Düsseldorf       | Spvg Steinhagen           |
| 1991                                                                        | TTC Zugbrücke Grenzau     | Spvg Steinhagen           |
| 1990                                                                        | Borussia Düsseldorf       | Spvg Steinhagen           |
| 1989                                                                        | ATSV Saarbrücken          | Spvg Steinhagen           |
| 1988                                                                        | Borussia Düsseldorf       | DSC Kaiserberg            |
| 1987                                                                        | TTC Zugbrücke Grenzau     | FTG Frankfurt             |
| 1986                                                                        | Borussia Düsseldorf       | FTG Frankfurt             |
| 1985                                                                        | ATSV Saarbrücken          | ATSV Saarbrücken          |
| 1984                                                                        | ATSV Saarbrücken          | DSC Kaiserberg            |
| 1983                                                                        | ATSV Saarbrücken          | TSV Kronshagen            |
| 1982                                                                        | Borussia Düsseldorf       | DSC Kaiserberg            |
| 1981                                                                        | Borussia Düsseldorf       | DSC Kaiserberg            |
| 1980                                                                        | Borussia Düsseldorf       | TTVg Weiß-Rot-Weiß Kleve  |
| 1979                                                                        | Borussia Düsseldorf       | TSV Kronshagen            |
| 1978                                                                        | Borussia Düsseldorf       | DSC Kaiserberg            |
| 1977                                                                        | SSV Reutlingen 05         | DSC Kaiserberg            |
| 1976                                                                        | TTC Altena                | DSC Kaiserberg            |
| 1975                                                                        | Borussia Düsseldorf       | DSC Kaiserberg            |
| 1974                                                                        | Borussia Düsseldorf       | Kieler TTK Grün-Weiß      |
| 1973                                                                        | TTC Altena                | VfL Osnabrück             |
| 1972                                                                        | Mettmanner TV             | DSC Kaiserberg            |
| 1971                                                                        | Borussia Düsseldorf       | DSC Kaiserberg            |
| 1970                                                                        | Borussia Düsseldorf       | DSC Kaiserberg            |
| 1969                                                                        | Borussia Düsseldorf       | DTC Kaiserberg            |
| 1968                                                                        | VfL Osnabrück             | DTC Kaiserberg            |
| 1967                                                                        | TuSa 08 Düsseldorf        | DTC Kaiserberg            |
| 1966                                                                        | VfL Osnabrück             | DTC Kaiserberg            |
| 1965                                                                        | TuSa 08 Düsseldorf        | DTC Kaiserberg            |
| 1964                                                                        | TuSa 08 Düsseldorf        | Kieler TTK Grün-Weiß      |
| 1963                                                                        | TuSa 08 Düsseldorf        | DTC Kaiserberg            |
| 1962                                                                        | TuSa 08 Düsseldorf        | DTC Kaiserberg            |
| 1961                                                                        | Borussia Düsseldorf       | Kieler TTK Grün-Weiß      |
| 1960                                                                        | TTC Mörfelden             | TK Hannover               |
| 1959                                                                        | TTV Metelen               | Eintracht Frankfurt       |
| 1958                                                                        | TSV Milbertshofen         | Eintracht Frankfurt       |
| 1957                                                                        | TTC Mörfelden             | Eintracht Frankfurt       |
| 1956                                                                        | TTC Mörfelden             | Eintracht Frankfurt       |
| 1955                                                                        | TTC Mörfelden             | TTC Rot-Weiß Hamburg      |
| 1954                                                                        | MTV München von 1879      | TTC Rot-Weiß Hamburg      |
| 1953                                                                        | MTV München von 1879      | Eintracht Frankfurt       |
| 1952                                                                        | TSV Milbertshofen         | Eintracht Frankfurt       |
| 1951                                                                        | MTV München von 1879      | MTV München von 1879      |
| 1950                                                                        | MTV München von 1879      | TSV Union Wuppertal       |
| 1949                                                                        | MTV München von 1879      | TSV Union Wuppertal       |
| 1948                                                                        | MTV München von 1879      | Eintracht Frankfurt       |
| 1947                                                                        | MTV München von 1879      | -                         |
| 1940–46 keine Sieger                                                        |                           |                           |
| 1939                                                                        | Post SV Wien              | Post SV Wien              |
| 1938                                                                        | Hamburger SV              | BSG Osram Berlin          |
| 1937                                                                        | Hamburger SV              | BSG Osram Berlin          |
| 1936                                                                        | BSG Osram Berlin          | BSG Osram Berlin          |
| 1935                                                                        | TTC Friedenau-Berlin      | Reemtsma Dresden          |
| 1934                                                                        | TTC Gelb-Weiß Berlin      | TTC Kurpfalz Ludwigshafen |
| 1933                                                                        | Kieler TTK Grün-Weiß      | – 1                       |
| 1 Das Endspiel Borussia Berlin–Grün-Weiß Magdeburg wurde nicht ausgetragen. |                           |                           |

## Aktuelle Spielzeit

### Herren
In der Spielzeit 2024/25 spielen folgende zwölf Vereine in der Tischtennis-Bundesliga:
- TTC OE Bad Homburg
- TSV Bad Königshofen
- TTC Schwalbe Bergneustadt
- Werder Bremen
- Borussia Dortmund
- Borussia Düsseldorf
- TTC RhönSprudel Fulda-Maberzell
- TTC Zugbrücke Grenzau
- ASV Grünwettersbach
- Post SV Mühlhausen 1951
- TTF Liebherr Ochsenhausen
- 1. FC Saarbrücken

### Damen
In der Spielzeit 2024/25 spielen folgende sieben Vereine in der 1. Bundesliga:
- ttc berlin eastside
- TTG Bingen/Münster-Sarmsheim
- TSV Dachau 1865
- SV DJK Kolbermoor
- TSV Langstadt 1909
- ESV Weil
- TTC 1946 Weinheim

### Neue Struktur seit 2014
Am 1. Dezember 2012 entwarf der DTTB-Bundestag eine neue Struktur der oberen Spielklassen, die sowohl bei den Damen als auch bei den Herren einheitlich ist und ab der Saison 2014/15 in Kraft trat:
- Die 2. Bundesliga wurde eingleisig.
- Als dritthöchste Spielklasse wurde eine 3. Bundesliga eingeführt. Hier gibt es eine Nord- und eine Südgruppe mit je zehn Mannschaften. Die beiden Gruppensieger sind zum Aufstieg in die 2. Bundesliga berechtigt.
- Darunter wurde die Regionalliga zur vierthöchsten, die Oberliga zur fünfthöchsten Spielklasse.

In der 2. und 3. Bundesliga besteht eine Mannschaft aus vier Aktiven, in der Regionalliga treten bei den Herren Sechser- und bei den Damen Viererteams an.

## Geschichte

### Herren
Erstmals stand im Mai 1962 das Thema „Bundesliga“ auf der Agenda, als sich in Frankfurt am Main der DTTB-Sportausschuss und die Sportwarte trafen. Aus Kostengründen wurde die Bundesliga vorerst abgelehnt. In den folgenden Jahren wurde in Fachkreisen intensiv das Für und Wider diskutiert. Umstrittene Themen waren insbesondere die erwarteten Mehrkosten (weitere Reisen), die Zuschauerresonanz sowie die Frage, ob eine Mannschaft aus vier oder sechs Spielern bestehen sollte.

#### Gründung und Spielmodus
Bis 1966 waren vier Oberligen (Gruppen Süd, Südwest, Nord, West) die höchste deutsche Spielklasse. Im Juli 1965 wurde auf der Bundeshauptversammlung auf Borkum die Schaffung der Bundesliga beschlossen, im August 1965 legte der DTTB-Sportausschuss in Hannover fest, nach welchem System die Bundesligaplätze in der ersten Saison vergeben werden sollten.
Die 1. Bundesliga für Herren wurde in der Saison 1966/67 eingeführt und bestand aus acht Mannschaften mit je sechs Spielern. Qualifiziert waren die Meister der vier Oberligen. Die restlichen vier Plätze wurden in einem Relegationsturnier ausgespielt, an dem die Oberliga-Mannschaften auf den Plätzen zwei bis vier teilnahmen (Ausführlichere Darstellung in Tischtennissaison 1965/66). Somit startete die Bundesliga am 10. und 11. September 1966 mit folgenden Mannschaften:
- VfL Osnabrück – Meister der Oberliga Nord
- SV Moltkeplatz Essen – Meister der Oberliga West
- SSV Reutlingen 05 – Meister der Oberliga Süd
- 1. FC Saarbrücken – Meister der Oberliga Südwest
- DJK TuSA 08 Düsseldorf – Zweiter der Oberliga West
- TSV Milbertshofen – Zweiter der Oberliga Süd
- Post SV Augsburg – Dritter der Oberliga Süd
- TTC Mörfelden – Zweiter der Oberliga Südwest

Der Deutsche Tischtennis-Bund DTTB leistete für diese Mannschaften einen Fahrtkostenzuschuss. Spielleiter war Jupp Schlaf.
Die vier Oberligen waren daraufhin zweitklassig.
Häufig wechselte der Spielmodus. In der nächsten Saison 1967/68 wurde die Anzahl der Mannschaften um zwei auf zehn erhöht. Ab 1984/85 wurden Absteiger und Meister in einer Playoff-Runde ermittelt (siehe Play-off-System TT 1984). Ab 1986/87 wurde nur noch die Meisterschaft in einer K.-o.-Playoffrunde ausgespielt (siehe Play-off-System TT 1986). Da es wegen der Weltmeisterschaft 1989 Terminprobleme gab, wurde 1988/89 die Play-off-Runde nach dem einfachen K.-o.-System (ohne Rückspiel) ausgetragen.
1989/90 spielten nur noch die ersten vier Mannschaften in einer Play-off-Runde: 1 gegen 4 sowie 2 gegen 3 kämpften in einem Hin- und Rückspiel, die Sieger bestritten das Endspiel (ohne Rückkampf).
1990/91 wurde die Mannschaftsstärke in der 1. BL auf vier Spieler reduziert (unterhalb der 1. BL spielten weiterhin Sechser-Mannschaften) mit der Idee, die Dauer eines Mannschaftskampfes zu verkürzen und somit attraktiver für Fernsehübertragungen zu werden. Ein Jahr später wurde das Endspiel im Modus Best-of-Three durchgeführt, d. h., es fand ein Hin- und Rückspiel und bei Bedarf ein Entscheidungskampf statt.
1994/95 wurde die 1. Bundesliga auf zwölf Mannschaften aufgestockt, danach wieder auf zehn Mannschaften reduziert. 1997/98 spielten die fünf besten Mannschaften in einer Play-off-Runde den Meister aus, gegen den Abstieg kämpften die restlichen fünf Mannschaften in einer Play-down-Runde. 1998/99 traten sechs Mannschaften in der Play-off-Runde an. Diese Saison konnte nur mit neun Mannschaften bestritten werden, da sowohl der 1. FC Bayreuth als auch der SV Plüderhausen der 2. BL Süd auf den Aufstieg verzichteten. In der Saison 2000/2001 wurde das Playoff-System ausgesetzt, ein Jahr später erneut eingeführt. Dabei erreichten die beiden Tabellenersten direkt das Halbfinale. Im Viertelfinale mussten sich der Dritte (gegen den Sechsten) und der Vierte (gegen den Fünften) qualifizieren. Seit 2002/03 besteht die Playoff-Runde nur noch aus vier Teams.
Seit der Saison 2007/08 hieß die 1. Tischtennis-Bundesliga der Herren Deutsche Tischtennis Liga (DTTL).
Zur Saison 2008/09 wurden die beiden Bundesliga-Vereine TTC Frickenhausen und Müller Würzburger Hofbräu zu TTC Müller Frickenhausen/Würzburg zusammengelegt.
Ebenso wurde ein neues Spielsystem, das DTTB-System, eingeführt, dabei wird nur auf einem Tisch, mit drei Spielern pro Mannschaft, gespielt.
Mit der Saison 2011/12 wurde die Liga in TTBL umbenannt und die Mannschaftskämpfe nach dem Championsleague-System ausgetragen. Für die Saison 2018/19 wurde die Wiedereinführung des Doppels mit dem DTTB-System (zuletzt 2010/11 in Benutzung) beschlossen.

#### Verselbstständigung
Im November 2010 spaltete sich die DTTL vom Deutschen Tischtennis-Bund DTTB ab und machte sich – nach dem Vorbild anderer Sportarten – als TTBL Sport GmbH selbständig.

#### Internationalisierung
Die Konzentration auf eine Liga rief Sponsoren und Firmengruppen auf den Plan. Zu den Pionieren gehörte der TTC Calw, der in der Saison 1977/78 als TTC Jägermeister Calw antrat. Es folgten beispielsweise SSV Heinzelmann Reutlingen, TTC Simex Jülich, TTF LIEBHERR Ochsenhausen u. a. Diese Sponsoren ermöglichten die Verpflichtung internationaler Spitzenspieler, etwa Dragutin Šurbek, Desmond Douglas, Andrzej Grubba, Mikael Appelgren, Wladimir Samsonow, Jan-Ove Waldner und viele mehr.
Der Einsatz vieler Ausländer war zu jeder Zeit umstritten. Kritiker bemängelten, dass zu wenig deutsche Nachwuchsspieler eine Chance erhalten, an der Spitze mitzuspielen. Daher führte der DTTB ab der Saison 1982/83 die Regelung ein, dass jeder Verein nur noch maximal einen Ausländer einsetzen darf. Diese Regelung wurde später wieder aufgehoben. Ab 1993/94 dürfen in einer Sechsermannschaft maximal zwei Ausländer mitwirken, davon muss jedoch mindestens einer EG-Ausländer sein.

#### Zweite Bundesliga
1981 wurde eine vierteilige 2. Bundesliga (BL), 1988/89 eine zweigeteilte 2. BL als Unterbau eingeführt. Hier besteht eine Mannschaft aus sechs Spielern. Die Regionalliga wurde durch die 2. BL zur dritthöchsten Klasse degradiert.
Die „Gründungs-Mannschaften“ der zweiteiligen 2. BL 1988/89:
| Gruppe Süd             | Gruppe Nord            |
| ---------------------- | ---------------------- |
| Eintracht Frankfurt    | TTC Helga Hannover     |
| ESV Jahn Kassel        | Werder Bremen          |
| TFC 1884 Steinheim     | TTS Borsum             |
| TSV Heilbronn-Sontheim | Spvg. Niedermark       |
| TTC Esslingen          | TSV Rudow Berlin       |
| TTC Frickenhausen      | Post SV Mülheim        |
| TSV Milbertshofen      | TTC Plaza Altena       |
| DJK Offenburg          | Bayer 05 Uerdingen     |
| ATSV Saarbrücken II    | SG ara Lünen           |
| TBV Nassau             | Borussia Düsseldorf II |

### Damen

#### Gründung und Spielmodus
Auf der Bundeshauptversammlung im Juli 1965 wurde die Einführung der Damenbundesliga für die Saison 1967/68 beschlossen. Tatsächlich startete eine zweigeteilte Bundesliga mit Dreier-Mannschaften erst 1972/73, und zwar mit folgenden Vereinen:
| Gruppe Süd/Südwest                       | Gruppe Nord/West         |
| ---------------------------------------- | ------------------------ |
| Post SG Stuttgart aus Oberliga Süd       | VfL Osnabrück            |
| DJK Schwäbisch Gmünd aus Oberliga Süd    | TTC Ramsharde            |
| SG Siemens Erlangen aus Oberliga Süd     | Kieler TTK Grün-Weiß     |
| MTV Stuttgart aus Oberliga Süd           | Post SV Düsseldorf       |
| Gießener SV aus Oberliga Südwest         | TTVg Weiß-Rot-Weiß Kleve |
| TTC Olympia Koblenz aus Oberliga Südwest | DSC Kaiserberg           |
| PSV Kaiserslautern aus Oberliga Südwest  | TTG Remscheid            |
| CfT Sinzig aus Oberliga Südwest          | TSC Berlin-Neukölln      |

Ab 1975/76 wurde diese einteilig und mit Vierer-Mannschaften durchgeführt. 1988/89 schrieb der DTTB vor, dass die Mannschaften nach Spielstärke aufzustellen sind. Ab der Saison 1992/93 wurde eine Playoff-Runde ausgespielt: Die ersten vier Mannschaften ermittelten in einem Hin- und Rückspiel den deutschen Mannschaftsmeister.
In der Saison 1994/95 wurde das Spielsystem vom Werner-Scheffler-System umgestellt auf das Paarkreuzsystem und somit dem System der Herrenmannschaften angeglichen.
Ab der Saison 2008/09 wurde in der 1. Bundesliga das DTTB-System für Dreiermannschaften eingeführt, die 2. BL spielte weiterhin mit Vierermannschaften. Seit 2010/11 bilden die Damen in der 1. BL wieder Vierermannschaften. Am Dreiersystem wurde kritisiert, dass eine einzige Spielerin einen Mannschaftskampf alleine entscheiden kann.

#### Zweite Bundesliga Damen
1981 wurde eine vierteilige 2. Bundesliga eingeführt. 1988/89 startete die zweigeteilte 2. Bundesliga mit folgenden Mannschaften:
| Gruppe Süd               | Gruppe Nord          |
| ------------------------ | -------------------- |
| TV Großen-Linden         | Kieler TTK Grün-Weiß |
| TSG 1900 Zellertal       | TuS Holtriem         |
| DJK RW Finthen           | TuS Vahr-Bremen      |
| ATSV Saarbrücken         | ASV Berlin           |
| KSV Hessen Kassel        | TuS Glane II         |
| MTV Stuttgart            | Weiß-Rot-Weiß Kleve  |
| SpVgg Neckarsulm         | Bayer 05 Uerdingen   |
| Rot-Weiß Klettham-Erding | SSV Union Hagen      |
| MTV Ingolstadt           | TTG Lülsdorf-Rheidt  |
| VfL Sindelfingen         | TTC Horst-Emscher    |

### Sonstige
In der Saison 1990/91 wurde eine 1. und 2. Herren-Bundesliga mit jeweils einer Nord- und Südgruppe für Rollstuhlfahrer eingerichtet. Unterhalb dieser Bundesliga wurde eine vierteilige Regionalliga geschaffen. Gespielt wird mit Zweiermannschaften.

## Medien
Seit dem Saisonstart 2023/24 werden alle Spiele der Tischtennis Bundesliga live auf Dyn übertragen.

## Probleme
Als ein bedeutendes Problem erwies sich der sehr große Abstand bezüglich der Spielstärke zwischen der 1. und 2. Bundesliga. Aufsteiger in die 1. Bundesliga mussten sich erheblich verstärken, um im Oberhaus bestehen zu können. Dies bedeutete oft, dass Aktive der Aufstiegsmannschaft ausgemustert wurden oder gar die gesamte Mannschaft ersetzt wurde. Oft verzichteten aufstiegsberechtigte Vereine wegen des finanziellen Mehraufwandes auf den Aufstieg. Als Folge bestand mehrfach die Gefahr, dass sich nicht genügend Teams bereit erklärten, im Oberhaus anzutreten. So konnten Mannschaften auf Abstiegsplätzen „am grünen Tisch“ mehrmals den Abstieg vermeiden. Ein gravierendes Beispiel ist die Saison 2011/12. Hier genehmigte der DTTB-Bundestag der Damenmannschaft des Klubs Leutzscher Füchse Leipzig, als Tabellenvierter der zweiten Bundesliga aufzusteigen. Damit erreichte man statt der geplanten zehn Teams in der 1. BL wenigstens neun aktive Vereine. Da am Ende der Saison 2022/23 der TTC Neu-Ulm seine Mannschaft aus der Herren-Bundesliga zurückzog, aber kein Verein aus der 2. BL aufsteigen wollte, wurde die Saison 2023/24 nur mit 11 Mannschaften bestritten.
Es gab verschiedene Ansätze, den Leistungsunterschied zwischen den beiden Spielklassen zu verringern. So experimentierte man im Laufe der Jahre mit der Anzahl der Spieler einer Mannschaft – Sechser-, Vierer- oder Dreiermannschaften – und beschloss 2013 die Einführung einer eingleisigen zweiten Bundesliga (siehe Abschnitt Neue Struktur seit 2014).

## Wissenswertes
- Die bisher jüngste Spielerin der Bundesliga ist Josephina Neumann, mit 12 Jahren und 8 Monaten (12 Jahre und 261 Tage) absolvierte sie am 25. September 2022 das erste Spiel für den ttc berlin eastside.[31] und trug als reguläres Teammitglied mit Siegen zum Gewinn der Deutschen Meisterschaft bei.[32] Am 27. November 2022 konnte sie den ersten Sieg im Einzel verbuchen, gegen Katerina Tomanovska vom TTG Bingen/Münster-Sarmsheim.[33] Zuvor war Lea Grohmann aus Allendorf (Lumda) (bei Gießen) jüngste Spielerin. Am 29. September 2012 wurde die damals ebenfalls noch 12-jährige im Heimspiel des NSC Watzenborn-Steinberg gegen die LTTV Leutzscher Füchse 1990 als Ersatzspielerin eingesetzt und gewann das Doppel mit Angelina Gürz.[34]
- 5492 Besucher sahen am 27. Februar 2015 in Hamburg den Mannschaftskampf Borussia Düsseldorf gegen TTC RhönSprudel Fulda-Maberzell. Das war die bis dahin höchste Zuschauerzahl.[35]
- Im April 2015 traten Mutter und Tochter – Wenling Tan Monfardini mit Tochter Gaia – in der 1. Bundesliga im Mannschaftskampf SV Kolbermoor gegen NSC Watzenborn-Steinberg gemeinsam im Doppel an, das sie 3:0 gewannen. Es war das erste Mal in der 1. Bundesliga, dass Mutter und Tochter als Doppel auftraten. Bei den Herren kam ein Vater-Sohn-Doppel in der 1. BL bisher nicht vor.[36]